# والری ولد-مارچاند
والری ولد-مارچاند (انگلیسی: Valérie Hould-Marchand؛ زادهٔ ۲۹ مهٔ ۱۹۸۰) شناگر موزون اهل کانادا است.